# Lemolemus modestus
Lemolemus modestus là một loài côn trùng trong họ Myrmeleontidae thuộc bộ Neuroptera. Loài này được Blanchard in Gay miêu tả năm 1851.